# امیل پوالوه
امیل پوالوه (انگلیسی: Émile Poilvé؛ ۱۹ سپتامبر ۱۹۰۳ – ۱۱ اکتبر ۱۹۶۲) کشتی‌گیر اهل فرانسه بود.